# Microsoft Bookings
Microsoft Bookings là một công cụ lập lịch trình, nằm trong dòng sản phẩm Microsoft Office. Microsoft phát hành Bookings rộng rãi vào tháng 3 năm 2017, cho phép khách hàng thuộc các doanh nghiệp nhỏ và các công ty đặt lịch hẹn với công ty. Ứng dụng này có sẵn dành cho những người đăng ký Business Premium với Office 365 và cung cấp khả năng tích hợp với Microsoft Teams và Skype for Business đi kèm, tuy nhiên, tính năng này không được tích hợp khi ra mắt.

## Lịch sử
Vào ngày 20 tháng 7 năm 2016, Microsoft đã tung ra Bookings cho các đối tượng khách hàng ở Mỹ và Canada theo giấy phép Office 365 Business Premium. Ngày 20 tháng 3 năm 2017, Microsoft chính thức phát hành phiên bản Bookings trên toàn cầu, bao gồm các phiên bản dành cho Android và iOS.